# Mijnterril Heusden-Zolder
De Mijnterril Heusden-Zolder en omgeving (of Helderbeekvallei-Terril) is een natuurgebied van 124 ha in Vlaanderen dat zich bevindt tussen Heusden en Helchteren.
De terril was een stortberg van de in 1992 gesloten Steenkoolmijn van Zolder, en reikte uiteindelijk tot 85 meter boven het maaiveld. In 1997 werd de terril door de NV Mijnen verkocht aan de Vlaamse overheid, die de stortberg en omgeving als natuurreservaat inrichtte. De leisteen die zich op de berg bevindt, en de verscheidenheid aan microklimaten door de helling, maken de berg tot een bijzondere biotoop. Om te voorkomen dat de berg dichtgroeit met bos wordt ze begraasd met schapen, waardoor een heidevegetatie ontstaat.
Aansluitend aan de terril ligt de vallei van de Helderbeek.
Vogels in het gebied zijn: nachtzwaluw, boomleeuwerik, zwarte specht, sperwer, havik, en ijsvogel.